# Легенды СССР (музей)
«Легенды СССР» — частный музей, посвящённый раритетам советской эпохи. Основной акцент выставки сделан на автомобили и мотоциклы. Комплекс находится в городе Каменск-Шахтинский (Ростовская область России) на 932 км трассы М-4 «Дон».

## История
Основан в 2016 году бизнесменом  Владимиром Михайловичем Бесчетным. 
Открылся 2 мая 2016 года в день государственного праздника СССР — «День международной солидарности трудящихся», отмечавшегося в Советском Союзе два дня — 1 и 2 мая.
Два зала музея занимают первый и цокольный этажи здания, на втором и третьем этажах располагается отель «СССР», номерной фонд которого выполнен в советской стилистике. 
При посещении экспозиции музея посетитель окунается в обстановку, созданную в стилистике Советского Союза: начиная от бытовой стеклянной посуды для молочных продуктов и заканчивая представительскими автомобилями «Чайка». В музее можно увидеть советские автомобили АМО, «Волга», ГАЗ, «Жигули», ЗИС, «Москвич», «Победа», мотоциклы «Восход», ИЖ, «Минск», «Сова», «Ява», монеты, наградные медали, вымпелы, домашние интерьеры и военное оружие. Общий фонд более 30 тысяч оригинальных экспонатов. Все автомобили на ходу. В 2021 году у музея установлена реплика бронепоезда «Московский Метрополитен».
Рядом с комплексом «Легенды СССР» находится гостиница «Байк-отель», филиал парка «Патриот», летнее кафе, автосервис, АЗС «Лукойл».

Виды здания
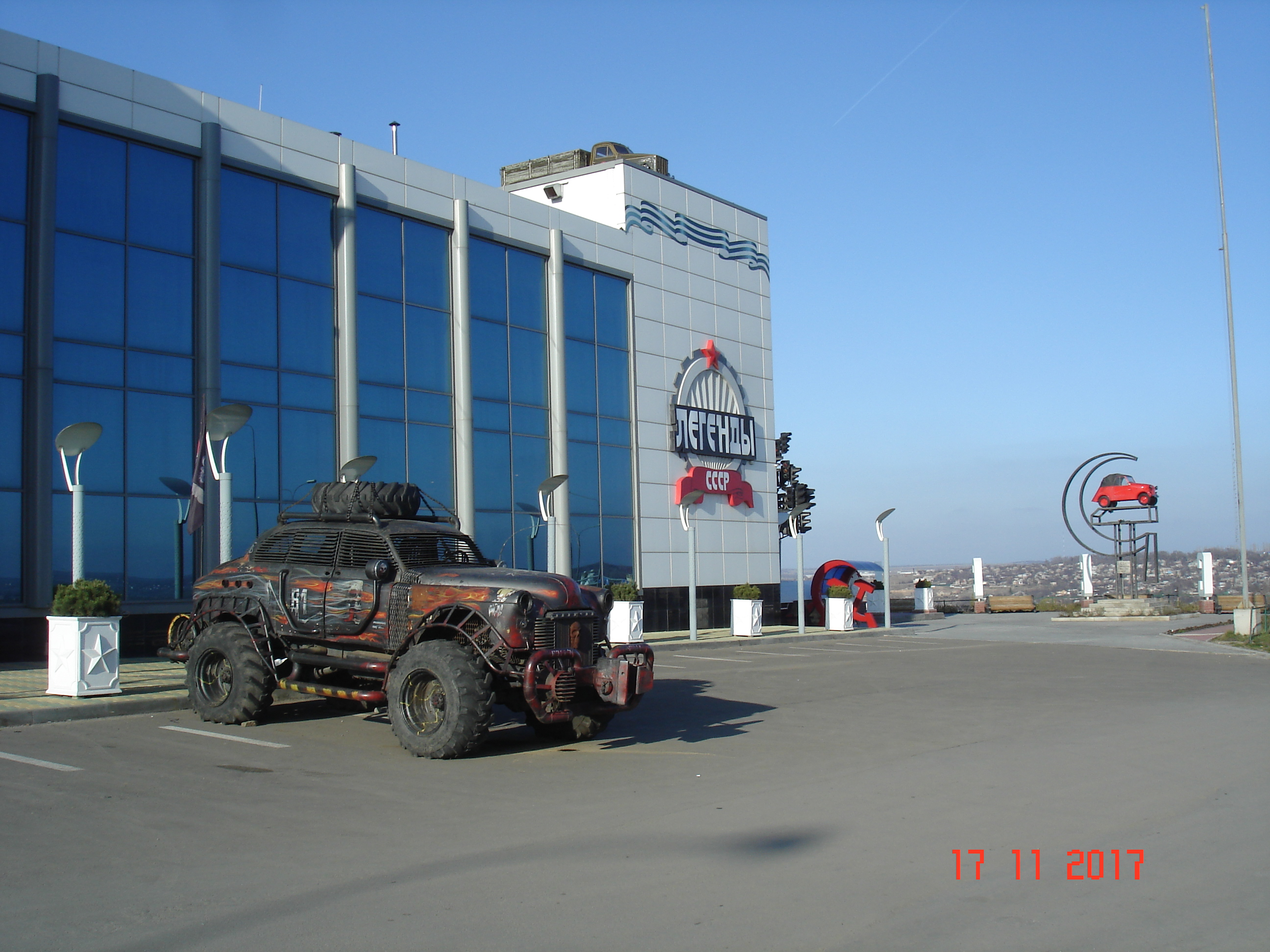
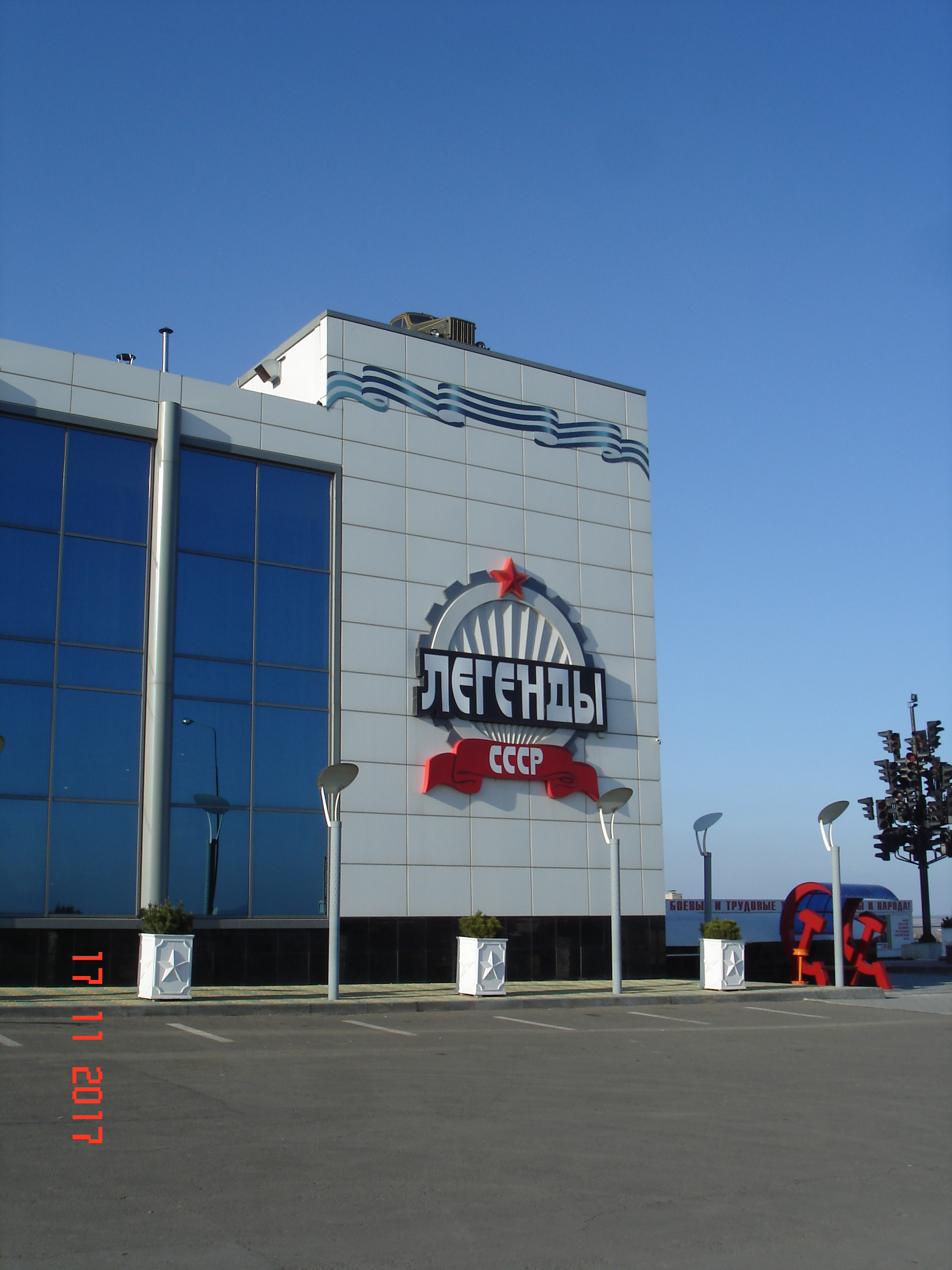
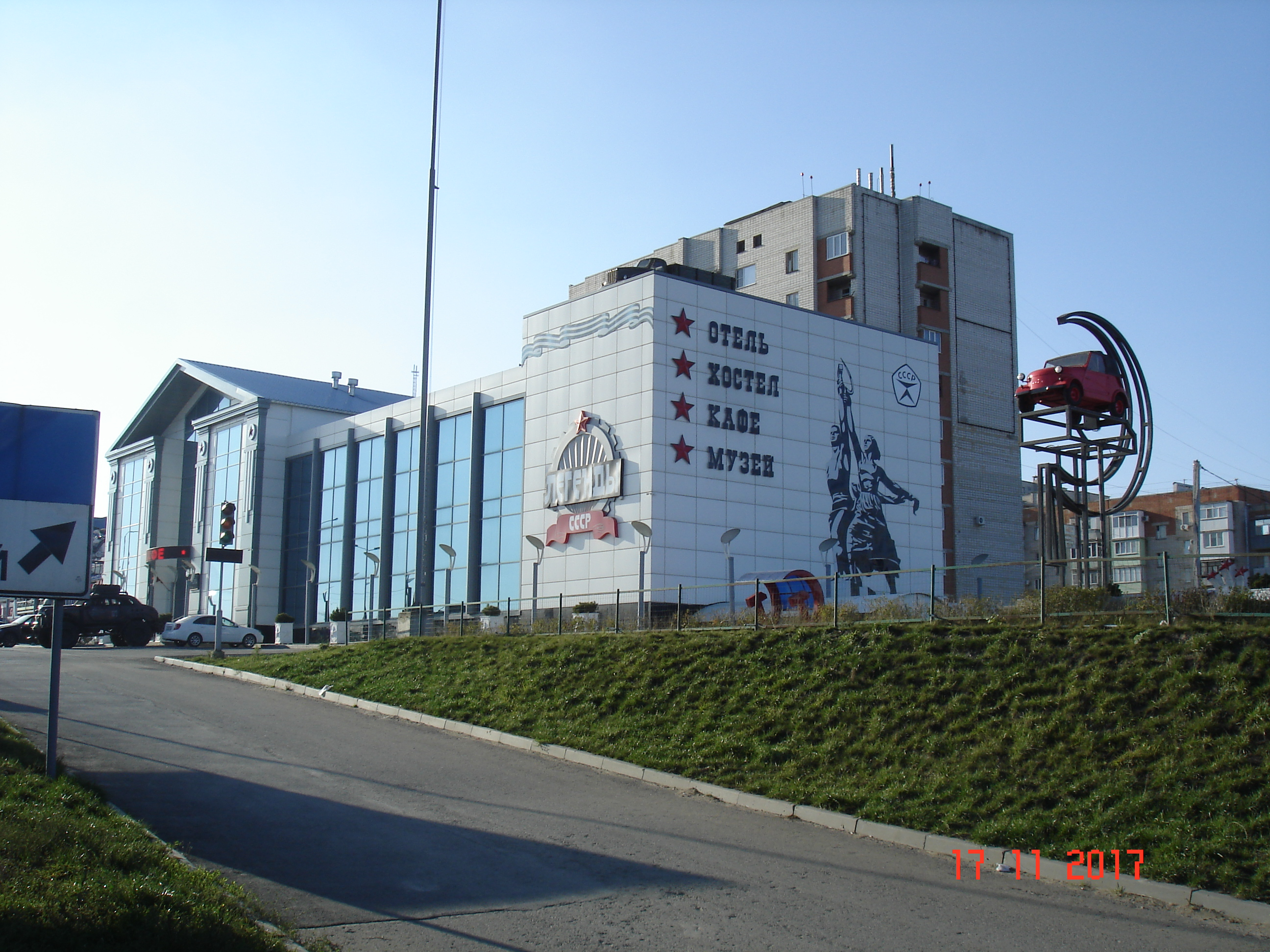

Часть экспозиции 1-го этажа
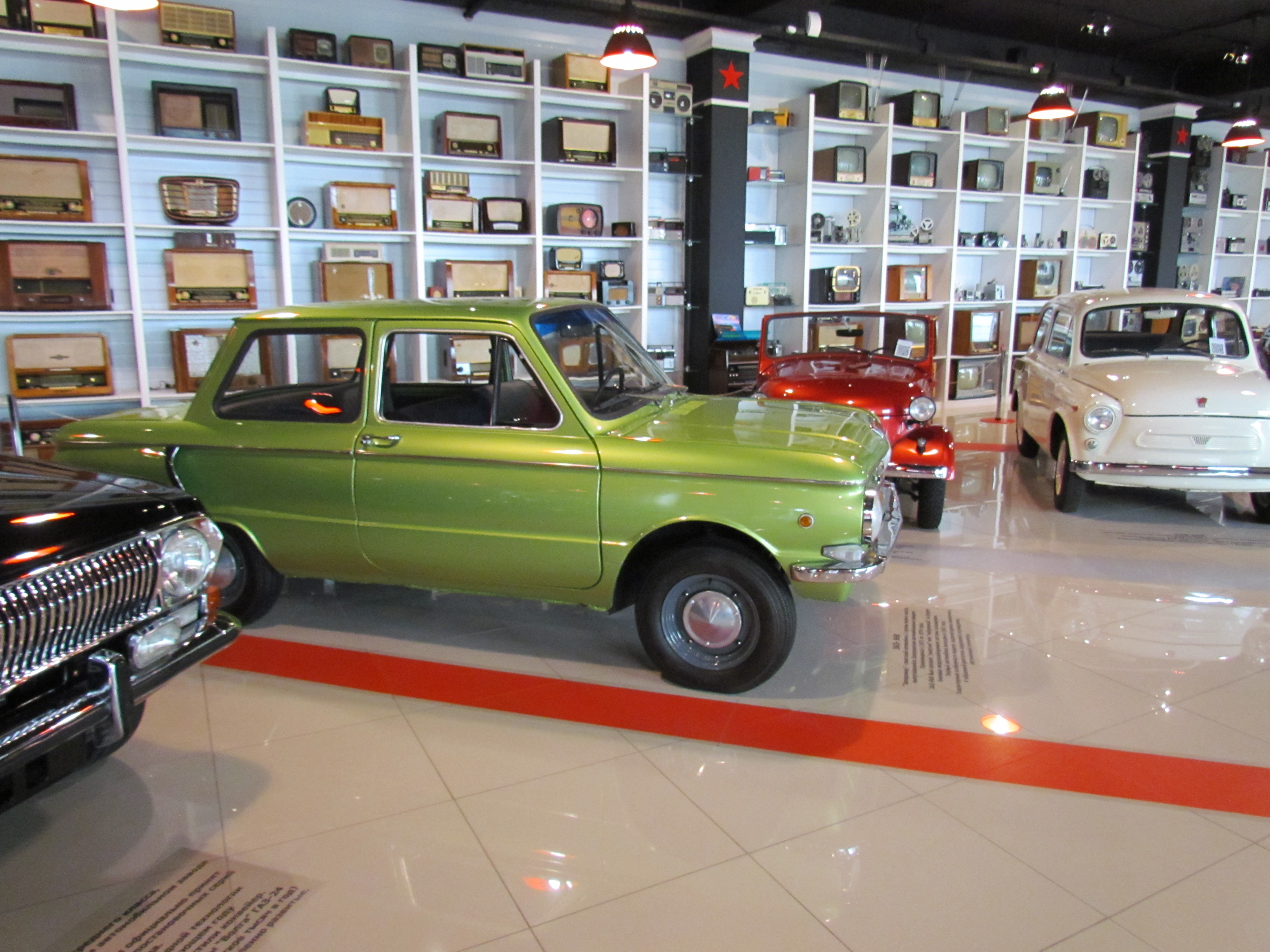
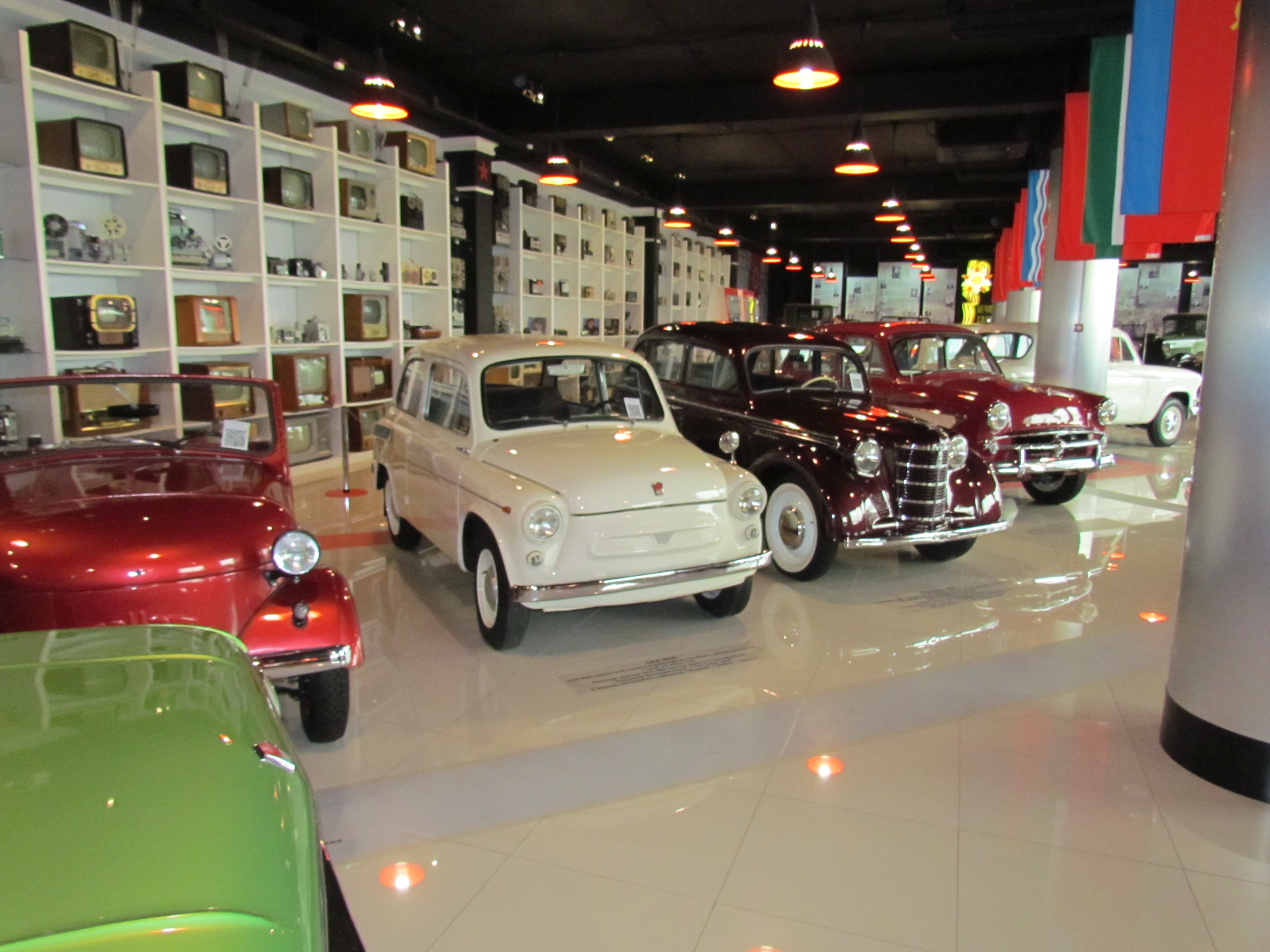
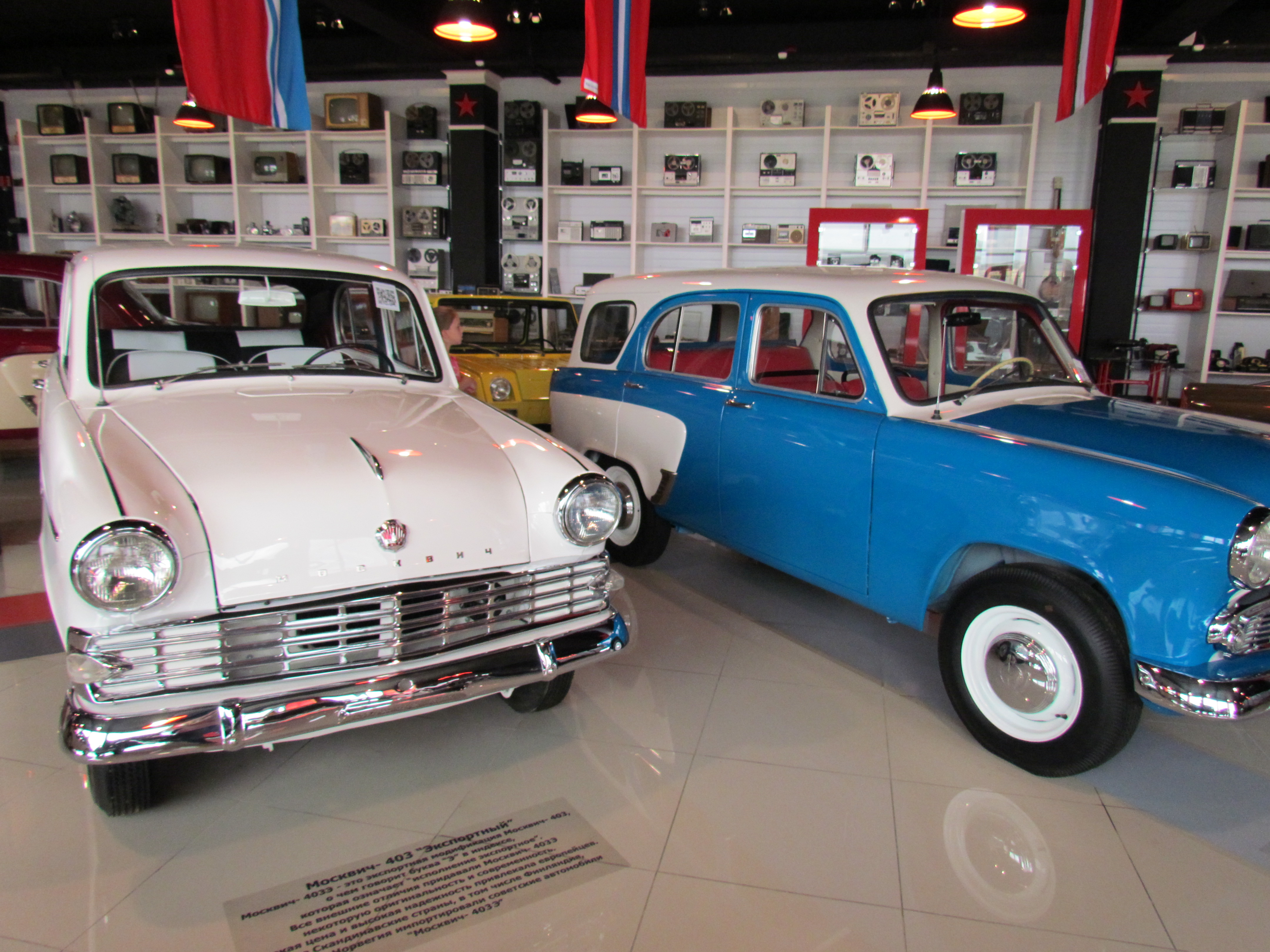
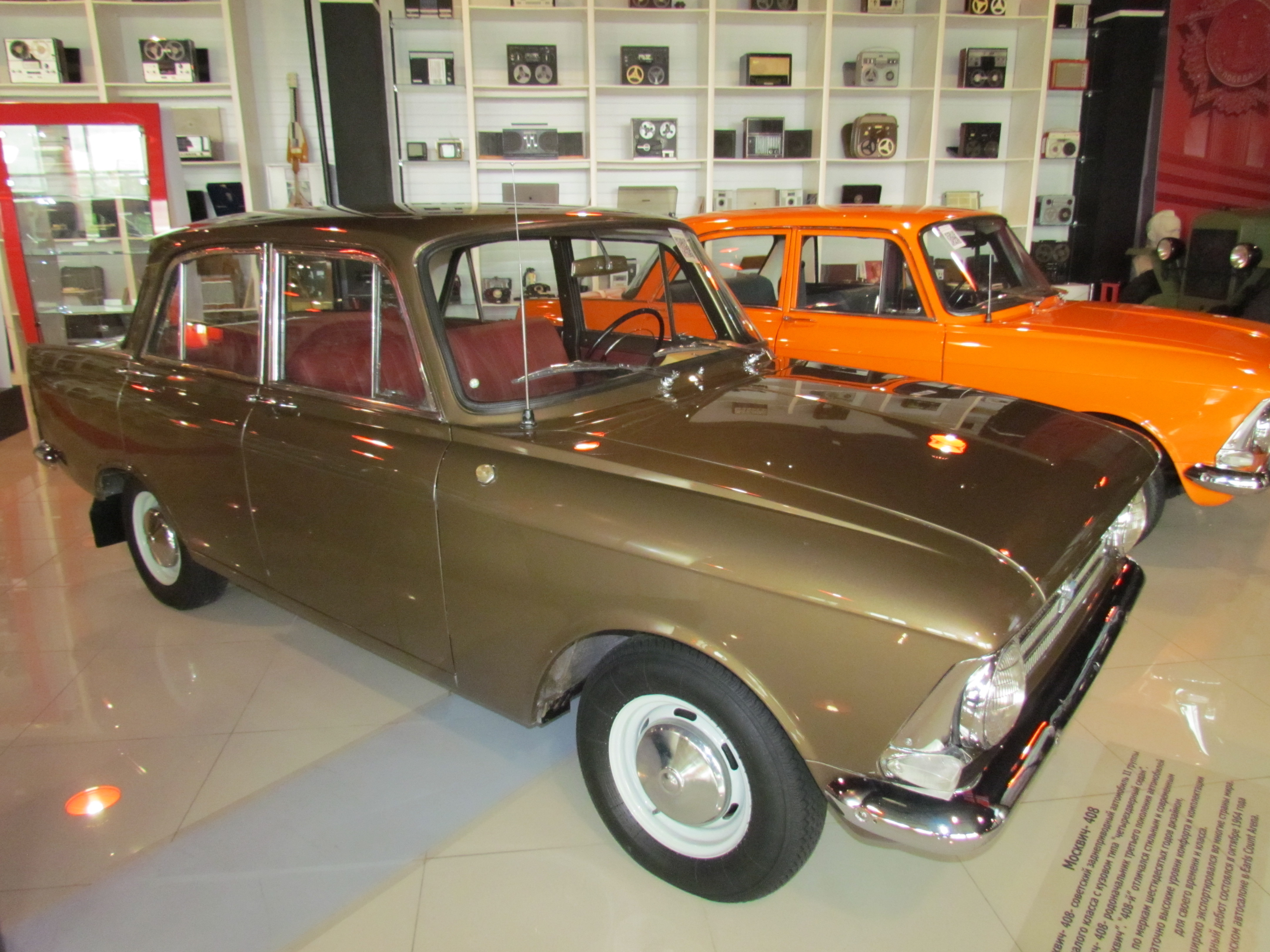